# Grande pointe de Bizard
La Grande pointe de Bizard est une montagne de France située en Savoie, dans le massif du Beaufortain.

## Géographie
Elle culmine à 2 507 mètres d'altitude au sud-ouest de la pointe de Comborsier et au nord de la croix de Sécheron, dominant la vallée de la Grande Maison au sud-est et la Bâthie et Cevins dans la vallée de la Tarentaise à l'ouest. Le lac des Cornaches se trouve sous le sommet sur son flanc ouest.
La Tournette constitue un sommet secondaire de la montagne, à 2 221 mètres d'altitude, juste au-dessus de Cevins, à l'ouest du sommet principal.

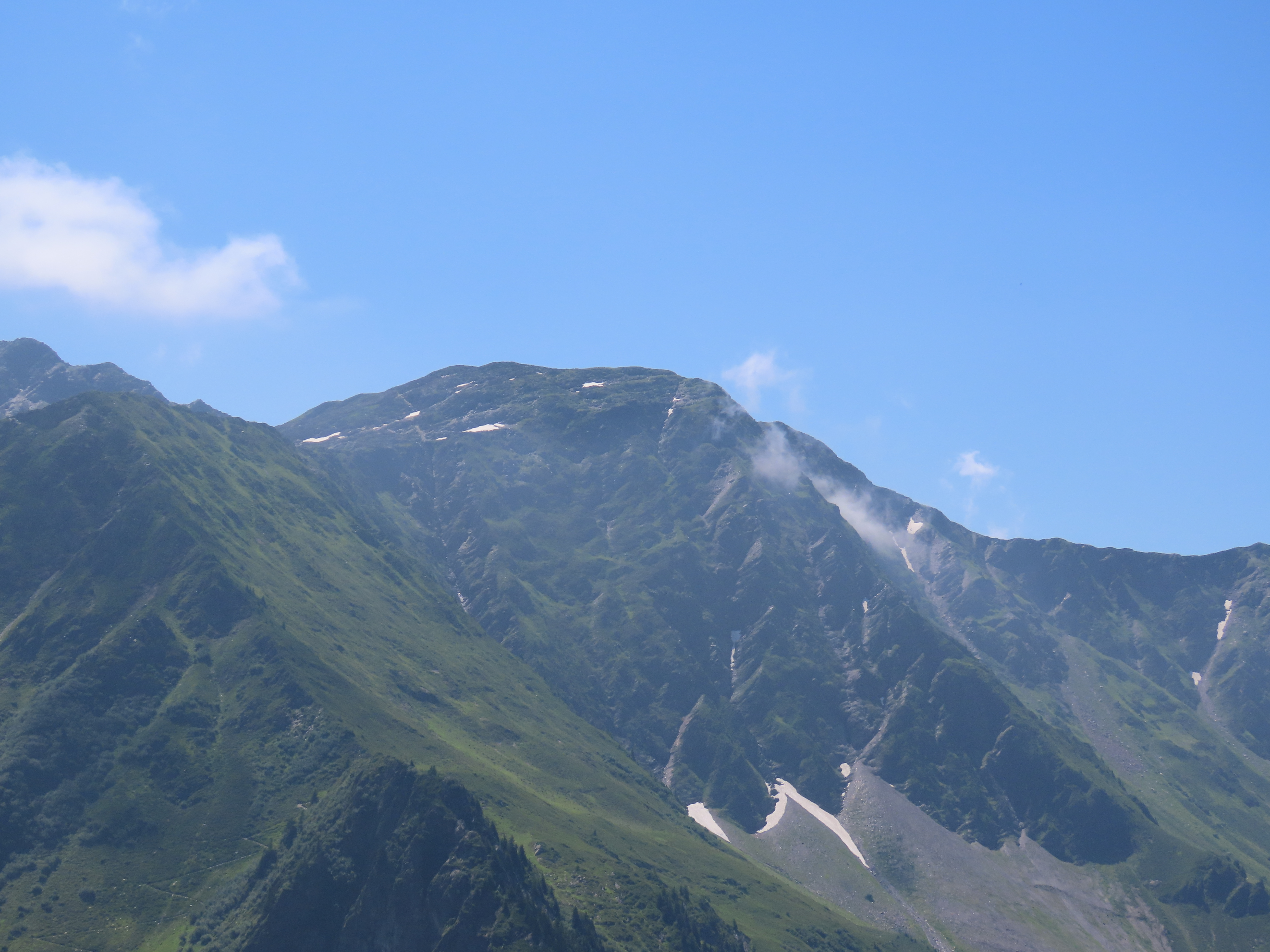
La Grande pointe de Bizard depuis l'ardoisière de Cevins au nord.

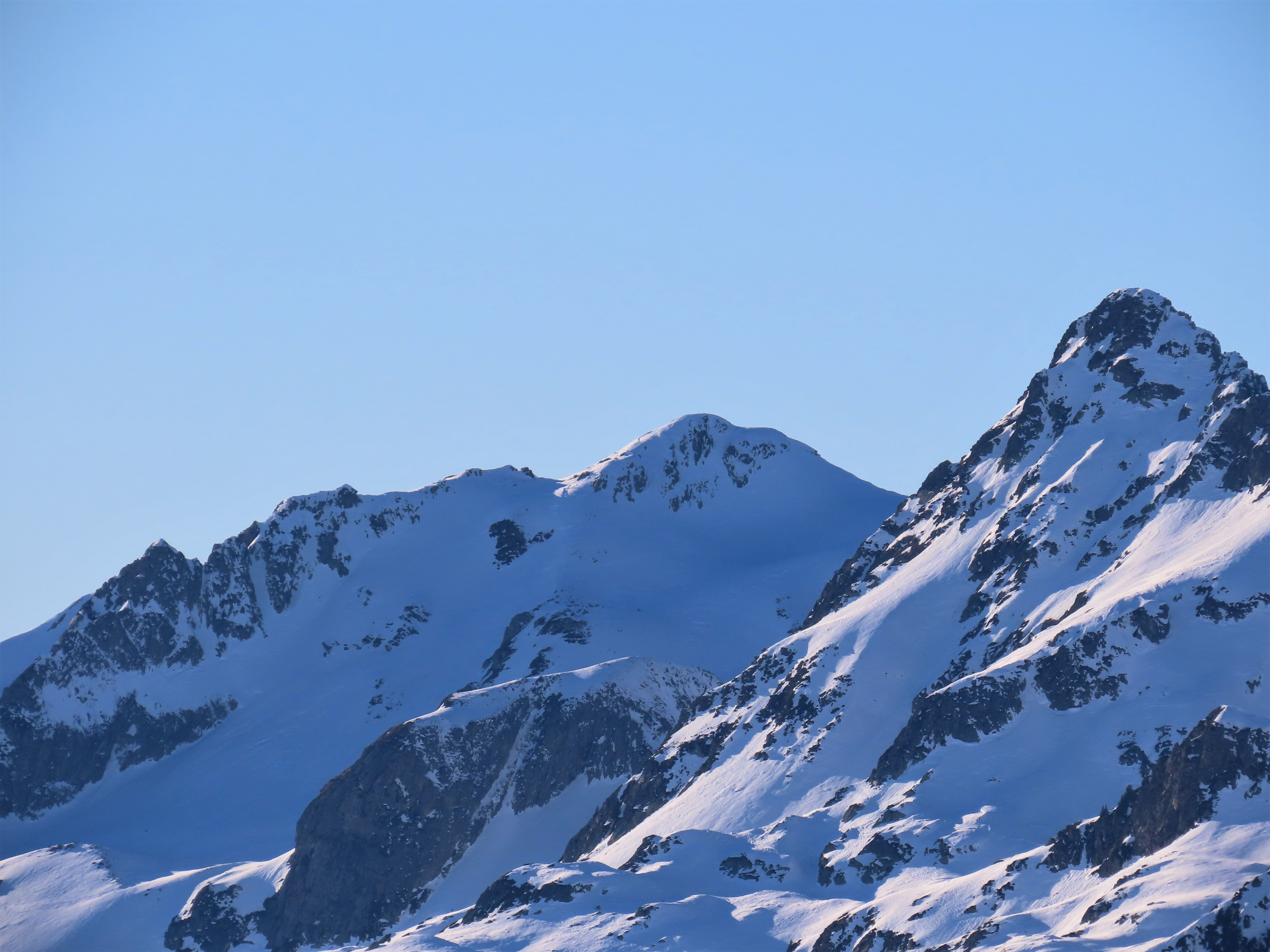
Vue hivernale de la Grande pointe de Bizard avec la pointe de Comborsier à droite depuis la croix du Berger à l'est.